# Агреј Авори
Агреј Сирјоји Авори (Будимо, 23. фебруар 1939 — Кампала, 5. јун 2021) је био угандски економиста, политичар и олимпијски препонаш, на месту министра за информационе и комуникационе технологије у кабинету Уганде од 16. фебруара 2009. до 27. маја 2011. Пре тога, представљао је Самиа-Бугве Норт, округ Бусиа у угандском парламенту од 2001. до 2006. године. Авори је био отворени опозициони члан парламента за политичку партију Угандског народног конгреса. Године 2007. напустио их је и придружио се владајућем Покрету националног отпора.

## Младост
Авори је рођен 23. фебруара 1939. у селу Будимо, округ Бусиа, близу границе Уганде и Кеније, као десето од седамнаесторо деце. Његови родитељи су били каноник Јеремија Мусунгу Авори, пионирски афрички свештеник Англиканске цркве у источној Африци и г-ђа. Маријаму Одонго Авори, медицинска сестра и учитељица. Агрејеви брат и сестра су девети потпредседник Кеније Артур Муди Авори  и Мери Окело, прва жена у источној Африци која је била на челу филијале Барклис банке и оснивач Кенијског женског финансијског труста, банке само за жене у Кенији. Мери је такође оснивач Макини школа, водећег ланца школа у источној Африци.
Авори је поседовао градску кућу у општини Бусија и сеоску кућу у суседном округу Бугири.

## Образовање
Авори је похађао средњу школу Набумали у округу Мбале и King's College, Budo, у округу Вакисо, у Уганди. Био је префект на King's College, Budo. Док је био на King's College, Budo (1959. до 1961.), Агреј је изабран међу неколицином других за обуку елитних војних официра на војном колеџу Сандхурст у Уједињеном Краљевству. Његов отац је, међутим, одбацио идеју да се његов талентовани син придружи војсци. Од 1961. до 1965. студирао је на Универзитету Харвард са стипендијом. Прву годину је похађао нуклеарну физику, али је потом прешао на политичку економију. 
Док је био на Харварду, Агреј је постао прва особа у историји седмоугаоне стазе која је победила у три дисциплине - скок у даљ, трчање са препонама и трчање на 60 јарди, изједначивши седмоугаони рекорд у трци са препонама. Трчао је и у победничкој штафети која је изједначила седмоугаони рекорд. До дипломирања на Харварду, Авори је држао три рекорда у школи на отвореном и пет у затвореном. Такође је представљао Уганду у трци на 110 метара са препонама на Летњим олимпијским играма 1960. и Летњим олимпијским играма 1964. године, али није освојио ниједну медаљу.
Авори је магистрирао економију на Универзитету Сиракуза у САД.

## Каријера
Године 1967. Авори је именован за првог локалног директора телевизије Уганде (УТВ). Године 1971. Авори је био у затвору два месеца након Иди Аминовог пуча, јер током првог Аминовог покушаја пуча није емитовао говор који је Амин одржао, лагајући га рекавши да су уживо у етру. Отишао је у политичко изгнанство у Кенију, где је предавао политичко новинарство на Универзитету у Најробију  до 1976. године, а затим је путовао по Африци посећујући Танзанију, Либерију и Сенегал и вратио се у Најроби 1979. године.
Након што је Иди Амин свргнут 1979. године, Авори се вратио у Уганду. Кандидовао се за место у Народној скупштини Уганде, али је изгубио. Затим је постао амбасадор у Сједињеним Државама, све док га није преместио Тито Окело Лутва 1985. године. Био је амбасадор Уганде у Белгији од 1985. до 1987. године, када га је сменио Јовери Мусевени.
Након кратког азила у Најробију, Авори је почео да ствара побуњеничку групу која делује из источне Уганде под називом Force Obote Back Again. Он је навео да је његов разлог за то углавном био гнев на Мусевенијеву Националну армију отпора, која му је конфисковала имовину. Године 1992. распустио је своју побуњеничку групу, која се састојала углавном од младих бораца. 1993. Авори се састао са Мусевенијем у Њујорку, а затим је изабран у Уставотворну скупштину ради израде новог устава земље и као члан парламента.
Био је трећи на председничким изборима 2001. са 1,41% гласова.
Представљао је Самиа-Бугве Норт, округ Бусиа у угандском парламенту од 2001. до 2006. године. Авори је био отворени опозициони члан парламента за политичку партију Угандског народног конгреса. Године 2007. напустио их је и придружио се владајућој политичкој странци Националног покрета отпора.
Био је министар за информационе и комуникационе технологије у Кабинету Уганде од 16. фебруара 2009. до 27. маја 2011. У реконструкцији кабинета од 27. маја 2011, он је избачен из кабинета и замењен је Рухаканом Ругундом. Због своје функције у кабинету, био је по службеној дужности посланик у парламенту Уганде.

## Лични подаци
Био је ожењен Телмом Авори, која је радила као директорка за Африку у Програму Уједињених нација за развој. Заједно су били родитељи шесторо одрасле деце.
Агреј Авори, у 82. години, умро је од Ковида-19 5. јула 2021. године у приватној болници у Наали, Кампала.